# Łazdoje
Łazdoje (niem. Laxdoyen) – osada w Polsce położona w województwie warmińsko-mazurskim, w powiecie kętrzyńskim, w gminie Kętrzyn.
W latach 1975–1998 miejscowość administracyjnie należała do województwa olsztyńskiego.
Przez wieś przebiega droga wojewódzka nr 591.

## Historia wsi
Wieś lokowana była jako wieś czynszowa na prawie chełmińskim w 1374 na 30 włókach. Na południowy wschód od miejscowości znajdowało się grodzisko pruskie. Grodzisko znajdowało się na terenie uroczyska Niedźwiedzi Kąt (niem. Bärenwinkel). Majątek Łazdoje w 1913 miał powierzchnię 498 ha. W gospodarstwie tym prowadzono chów: 200 szt bydła (w tym 60 krów), 170 szt trzody chlewnej i 500 szt owiec. W latach 20. XX w. właścicielem majątku Łazdoje był major Siegfried Mackentanz, który przestawił gospodarstwo na hodowlę koni.
W 1945 majątek Łazdoje użytkowany był przez Armię Czerwoną. Komendant majątku zasłynął z łupienia okolicy – m.in. ograbił z rzeczy osobistych jezuitów z klasztoru w Świętej Lipce. Zastrzelił też polskiego milicjanta, który próbował przeciwstawić się takiemu procederowi.
Po 1945 w Łazdojach utworzono PGR, który przed likwidacją PGR należał jako zakład do PGR Smokowo.

## Mieszkańcy
W Łazdojach w 1818 było 6 domów i 66 mieszkańców. Łazdoje w 1939 miały 174 mieszkańców, a w 1970 249 mieszkańców i 372 w roku 2000. Większość mieszkańców wsi mieszka w popegeerowskim blokowisku. Dzieci uczęszczają do szkoły podstawowej w Wilkowie.

## Inne
Niewielki dwór w Łazdojach wybudowany został na początku XX w. Należy on obecnie do osoby fizycznej.
W Łazdojach jest sklep spożywczy. Wieś należy do parafii w Wilkowie.